# Sistema antideslizamiendo de ruedas

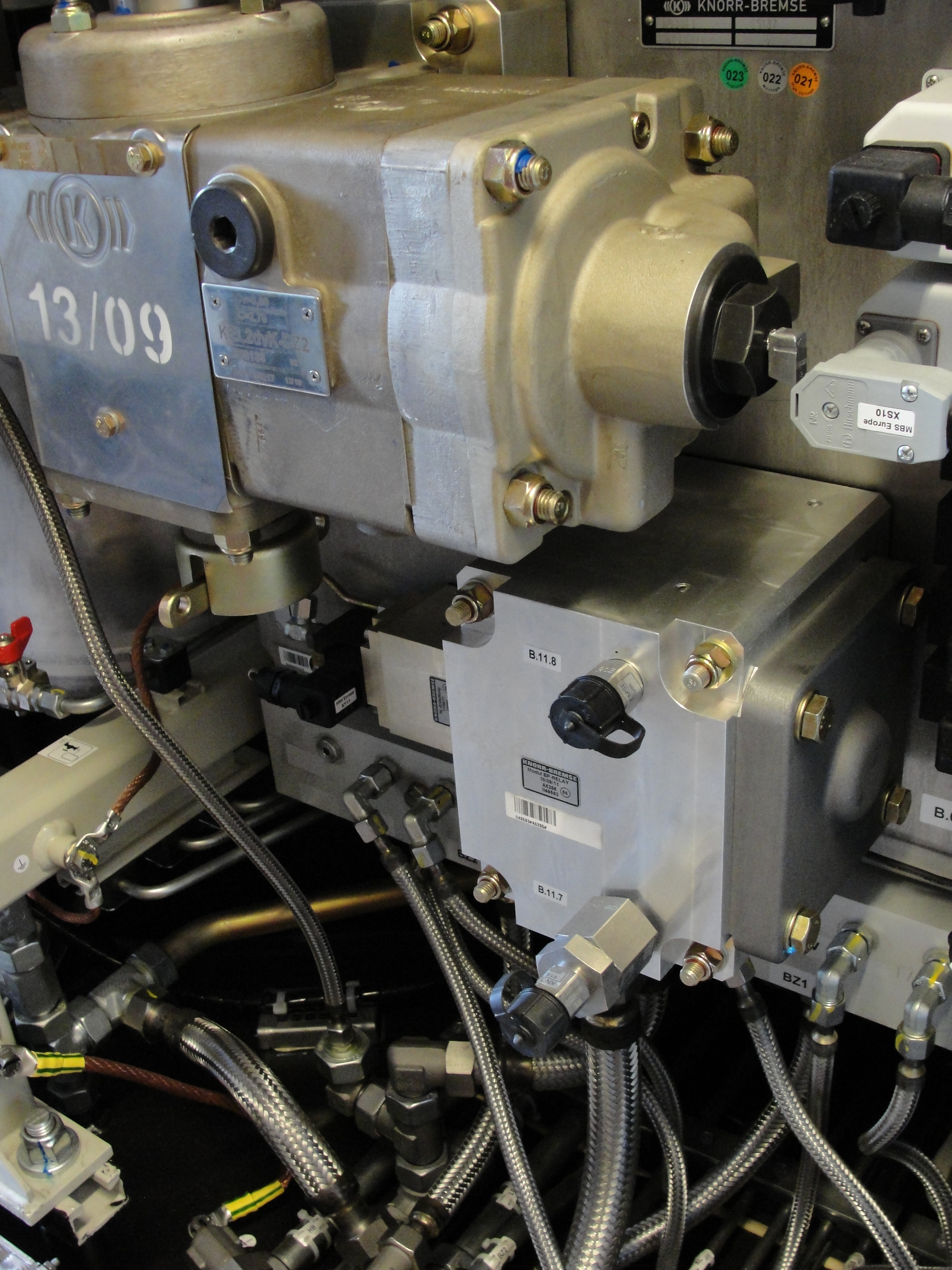
Compartimiento del accionamiento neumático del equipo de freno Knorr-Bremse ("K") de una locomotora eléctrica moderna (Bombardier Traxx E 186)

El sistema antideslizamiento de ruedas, SADR, (en inglés, wheel slide protection, WSP) es un término ferroviario empleado para designar los sistemas automáticos utilizados con el fin de detectar y prevenir el deslizamiento de las ruedas sobre el carril durante las maniobras de frenado o de aceleración. Es análogo al ABS y al control de tracción utilizados en automoción, siendo particularmente importante en condiciones de raíl deslizante. En terminología ferroviaria, las siglas ABS corresponden a un sistema de circulación (el denominado "Automatic Block Signaling"; Señalización de Bloqueo Automático).  

## Historia

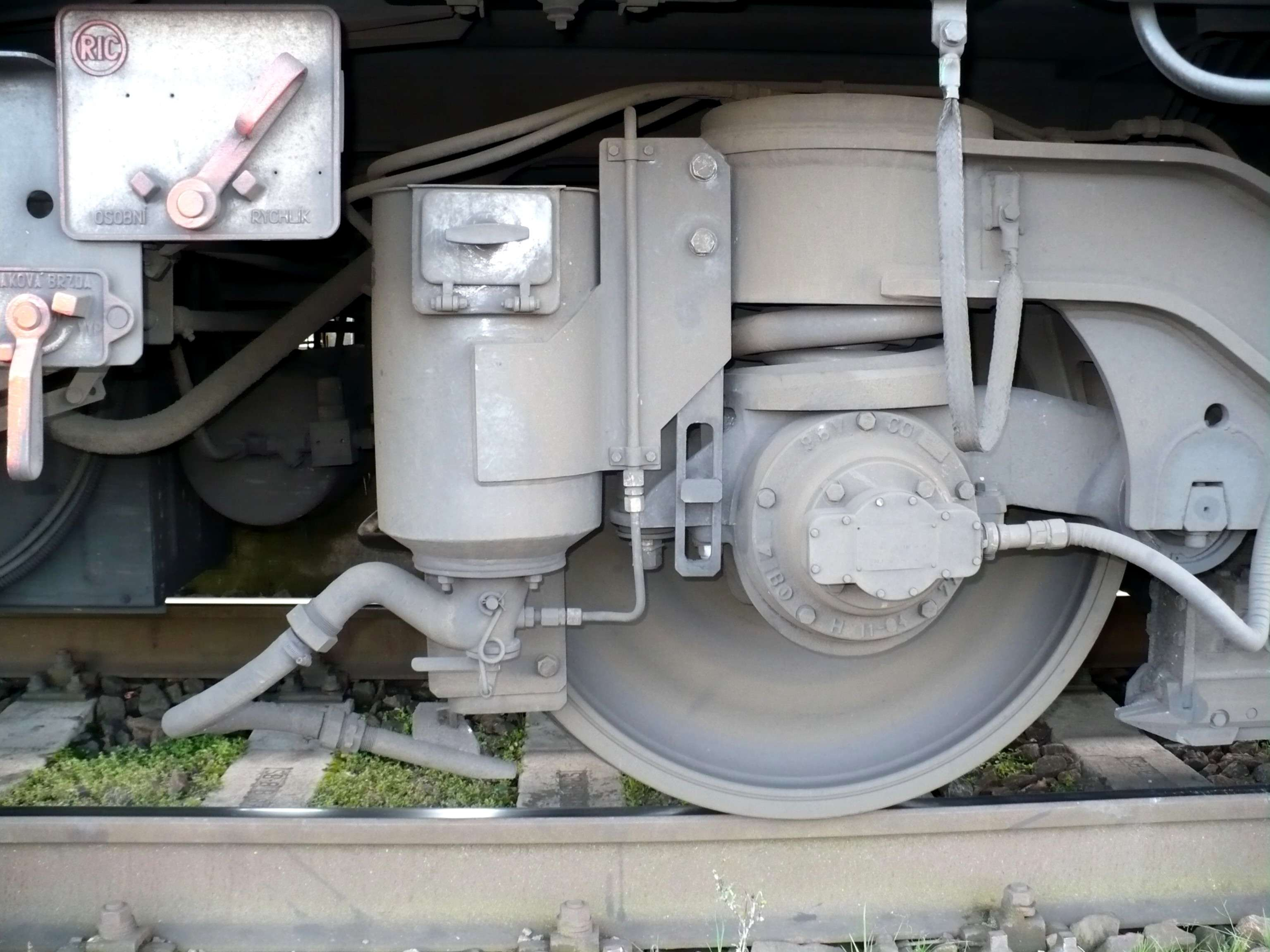
Equipo del arenero en un bogíe de una máquina de la clase ČD 971

El deslizamiento de las ruedas de acero sobre un carril también de acero, es un problema inherente a la naturaleza de la baja fricción existente en el contacto entre las dos piezas del mismo material. Se manifiesta especialmente en el arranque de un tren (cuando las ruedas tractoras de una locomotora patinan sobre los carriles en parado, a bajas velocidades o incluso deslizando hacia atrás en pendientes muy pronunciadas) y en las maniobras de frenado (cuando las ruedas se bloquean retenidas por las zapatas con el tren en marcha). Estas situaciones pueden generar graves deterioros tanto en las ruedas como en los carriles, provocando de forma casi instantánea desgastes elevados (planos de rueda o mordeduras en las cabezas de los carriles), que pueden desestabilizar la marcha de un tren hasta el punto de provocar su descarrilamiento.
El añadir arena sobre el carril es un método tradicionalmente utilizado para reducir el deslizamiento de las ruedas en el primer supuesto, cuando no se dispone de la adherencia necesaria para hacer que un tren inicie la marcha. La primera referencia conocida a la utilización del arenero aparece en un documento del Tuscumbia, Courtland and Decatur Railroad, que data de 1836. Locomotoras y automotores es habitual que sigan estando equipados con areneros diseñados para depositar arena en seco sobre los rieles por delante de las ruedas. Esta operación puede iniciarse automáticamente, cuando el sistema de protección antideslizamiento de ruedas detecta pérdida de adherencia, aunque el maquinista también puede operarlo manualmente. El arenero se puede conectar a un sistema informático que determina la dirección del tren y dónde se debe aplicar la arena: por delante o por detrás de las ruedas. Una técnica similar que aprovecha las condiciones de la arena como mejorante de las condiciones de tracción es el producto denominado Sandite, un gel que incorpora arena y limaduras de hierro (para mejorar la detección de los trenes por los circuitos de vía). El producto se aplica soble las cabezas de los rieles una vez limpiadas con agua a presión, y contribuye a paliar los problemas de adherencia generados por las hojas caídas sobre las vías especialmente en otoño.
El concepto de los sistemas para evitar el bloqueo de ruedas en el ámbito ferroviario, precede con mucho a la introducción en la década de 1950 de los primeros sistemas electromecánicos realmente efectivos. Así, por ejemplo, ya en 1908 J.E. Francis introdujo un dispositivo completamente mecánico, denominado 'Slip Prevention Regulator for Rail Vehicles'. Así, en 1968, la empresa Westinghouse registró la Patente USPTO US3535004, describiendo un sistema de control electrónico ferroviario para evitar el deslizamiento. La generalización de estos sistemas en el mundo ferroviario estuvo ligada al diseño cada vez más eficaz y económico de los equipos electrónicos, lo que permitió el diseño de dispositivos de medición de velocidades y de accionamiento de los frenos y de la tracción lo suficientemente precisos como para hacer viables los sistemas antideslizamiento de ruedas. Así, en la década de 1980, la empresa británica de material rodante ferroviario Porterbrook, en colaboración con SNC-Lavalin, Knorr Bremse, Loram y Abellio East Anglia, inició el desarrollo de equipos antideslizamiento para trenes convencionales, basándose en la tecnología que se había desarrollado previamente para los trenes de alta velocidad.

## Sistemas de control automático
El equipo de protección contra el deslizamiento de las ruedas generalmente se instala en trenes de pasajeros para controlar el comportamiento de los juegos de ruedas en condiciones de "baja adherencia" (fricción reducida entre la rueda y el carril). Se utiliza al frenar y puede considerarse análogo al ABS utilizado en los automóviles. El sistema también se puede usar para controlar (o para proporcionar datos de entrada) al sistema de tracción con el que se controla el giro de las ruedas cuando se aplica potencia en condiciones de baja adherencia.
La "baja adherencia" en el raíl puede dañar tanto las ruedas como los propios carriles. Típicamente, las condiciones de baja adhesión están asociadas con causas ambientales que surgen de la caída estacional de las hojas de los árboles o la contaminación industrial. Ocasionalmente, la causa puede ser otro factor menos obvio, como la oxidación ligera de la cabeza del carril o incluso enjambres de insectos.

## Deslizamiento de la rueda al frenar
Cuando un tren está frenando, la baja adherencia se manifiesta como un deslizamiento de la rueda, cuando se detecta que gira a una velocidad menor que la velocidad de avance del tren. El caso extremo se produce cuando la rueda deja de girar por completo (deslizamiento de la rueda) mientras el tren todavía está en movimiento, circunstancia que puede originar un "plano de rueda" causado por el desgaste del acero de la rueda (más blando) provocado por el roce contra el acero del riel (más duro).
Sin embargo, un juego de ruedas no necesita bloquearse por completo para sufrir daños. Si el deslizamiento es significativo, puede acumularse calor suficiente en la zona de contacto entre la rueda y el carril como para modificar permanentemente la estructura cristalina del acero de la rueda. El acero se vuelve más frágil (se transforma en martensita), lo que conduce a la formación de cavidades en la rueda. Los planos de las ruedas en los vehículos ferroviarios son muy evidentes por su característico martilleo al ritmo de la velocidad del tren. Normalmente es necesario usar un torno de rueda para eliminar una capa de la banda de rodadura afectada por un plano grave o una cavidad, lo que reduce la vida útil de la rueda y es un costo operativo importante para la industria ferroviaria.

## Deslizamiento de la rueda al aumentar la potencia
En la tracción, la baja adherencia puede hacer que un juego de ruedas acelere más rápido que el tren (giro de la ruedas en vacío) hasta el punto de dañar el sistema de tracción o dañar la rueda y el carril (llegando a sobrecalentar ambos elementos).

## Deslizamiento controlado de la rueda
El SADR generalmente se incorpora de serie a las nuevas flotas de unidades múltiples. Su función principal es mejorar la capacidad de un tren para detenerse en malas condiciones de adherencia. Sin embargo, dentro de la industria ferroviaria también se reconoce que es valioso para proteger a las ruedas de sufrir daños en caso de deslizamiento al frenar o acelerar. Esta mejora se logra mediante la regulación de la velocidad de las ruedas de manera controlada, de forma que mantenga un nivel de deslizamiento relativamente constante y por debajo de unos mínimos. El deslizamiento controlado tiene el efecto de limpiar la capa de contaminación en el carril (efecto de barrido), mejorando así el nivel de fricción y la capacidad del tren para detenerse. El deslizamiento controlado de las ruedas también puede implicar una acción de limpieza parcial de la cabeza del carril al paso de un tren, lo que tiende a dar como resultado que los vehículos de la parte trasera del tren tengan más agarre que los situados en la parte delantera.

## Técnica de conducción
El SADR monitoriza continuamente la velocidad de rotación de cada eje en la locomotora o unidad múltiple, e interviene cada vez que detecta una diferencia significativa con respecto al régimen de giro teórico correspondiente a la velocidad de marcha en cualquier eje.
Si se produce un deslizamiento de las ruedas mientras se está acelerando, el sistema cortará la alimentación de los motores de tracción afectados. A pesar de esto, la mayoría de las compañías ferroviarias aconsejan a sus maquinistas que una vez detectado el problema de deslizamiento en casos de aceleración, desactiven el controlador de potencia y regulen manualmente el grado de tracción hasta que las ruedas deslizantes se estabilicen por sí mismas, antes de volver a activar el controlador. En estos casos, el control del tren se puede conseguir de esta manera más rápidamente.
Sin embargo, cuando se produce el deslizamiento de las ruedas en una maniobra de reducción de velocidad y el SADR libera los frenos en los ejes afectados, se instruye a los maquinistas para que no accionen el mando manual del freno, dejando que el SADR controle el frenado del tren. Esto se debe a que el maquinista está sentado sobre el bogie principal del tren, donde el deslizamiento de ruedas suele ser más severo. Este deslizamiento de las ruedas limpiará parcialmente la cabeza del carril y, por lo tanto, las ruedas de los ejes siguientes lograrán una mejor adherencia y, por lo tanto, un efecto de frenado más efectivo.

## Formación para la conducción en condiciones de baja adherencia
Conducir un tren en condiciones de baja adherencia requiere experiencia. Si no se reconocen y no se responde correctamente a los problemas planteados por la contaminación de la cabeza del carril o por las condiciones ambientales que causan una baja adherencia, pueden producirse incidentes de seguridad como el rebasamiento de una señal en rojo, colisiones o desborde de las zonas de estacionamiento en las estaciones.
Antes de cada 'temporada de otoño', muchas compañías de trenes organizan pruebas de conducción en condiciones de baja adherencia para sus maquinistas recién calificados. Se desarrollan en secciones de línea con poco tráfico. Usando como referencia una serie de señales colocadas junto a la vía, cada maquinista acelera su tren y luego realiza una maniobra de frenado completa de servicio en condiciones normales de adherencia. A continuación, la cabeza de los carriles se trata con un contaminante que tiene un bajo coeficiente de fricción. Tras una nueva maniobra de frenado en un segundo recorrido, el maquinista experimentará el sonido y la sensación del SADR activado operando las válvulas de purga en los cilindros de los frenos, y la distancia de frenado será considerablemente mayor.
Aunque esto solo proporciona una aproximación de cómo se comportará un tren durante una situación de baja adherencia, asegura que el maquinista pueda reconocer el inicio del deslizamiento de las ruedas y sepa las acciones correctas que debe tomar cuando esto ocurra.

## Control por microprocesador
Los sistemas antideslizamiento modernos están controlados por microprocesadores, y emplean válvulas de dos etapas que permiten un control preciso sobre la presión de aire en los cilindros de freno. Esto es esencial para poder detectar y controlar una rueda deslizante y minimizar la cantidad de recursos utilizados por el SADR. Cuando se aplica el freno, el sistema aplica el freno dinámico en primer lugar. Si esta maniobra no tiene éxito, entonces “combina” los sistemas de fricción y de frenado dinámico. Si aún no se restablece el control, el sistema vuelve al frenado por fricción regulando el grado de retención de las ruedas accionando las válvulas de purga para generar ciclos cortos de intenso frenado, inyectando rápidamente aire en los cilindros de freno. Ejemplos de este tipo de equipos son fabricados por Knorr Bremse (EP compact, EP2002) Faiveley Transport (EPAC) y POLI Wabtec (ATHENA).

## Fabricantes
Entre los fabricantes de equipos SADR más conocidos se incluyen Faiveley Transport,  Knorr Bremse, Wabtec, DAKO, KES & Co GmbH, Mitsubishi, Siemens, Selectron Systems AG y ABB.

## Efectividad
Demostrar la mejora proporcionada por un sistema SADR es muy complicado, ya que las condiciones de baja adherencia que se dan naturalmente en los carriles pueden ser difíciles de recrear en el entorno de una pista de pruebas.

### Pruebas de control
Para las pruebas en pista, históricamente se ha utilizado una solución a base de detergente para proporcionar condiciones de baja adherencia. Las normas europeas e internacionales a menudo incluyen referencias a este método de prueba (BS-EN 15595, UIC 541-05). En el Reino Unido, British Rail Research adoptó alrededor de 1992 dos enfoques, incluido un método de simulación de laboratorio para todas las aprobaciones de equipos SADR, y el seguimiento de las pruebas con cinta de papel cuidadosamente acondicionada adherida a la cabeza del carril. Se cree que el método de cinta de papel utilizado en el Reino Unido ofrece una representación realista de las desafiantes condiciones de muy baja adherencia encontradas durante la caída de las hojas en otoño. Con un aumento en la privatización de los ferrocarriles en Europa, las pruebas en pista se han vuelto cada vez más caras de organizar y de realizar. Como consecuencia, las pruebas basadas en simulación se están volviendo cada vez más frecuentes entre los fabricantes de equipos SADR y entre los organismos nacionales.

### Prueba de simulación
Las pruebas de simulación emplean una representación por computadora del tren y las condiciones de la vía, y se proporcionan señales al sistema SADR, engañándolo para simular las condiciones de instalación en un tren real. La mayoría de los fabricantes de estos equipos poseen sistemas de simulación y también existen instalaciones disponibles de organismos nacionales o instalaciones de prueba independientes como Deutsche Bahn (DB Alemania), Ferrovie dello Stato Italiane (FS Italia) y DeltaRail Group (formalmente investigación BR) (Reino Unido e Irlanda).